# Korea Investment Corporation
Fundo Soberano da Coreia do Sul. Foi fundada em 2005 para aumentar a riqueza nacional e contribuir para o crescimento do setor financeiro da Coreia.
A Corporação de Investimentos da Coreia (KIC) é uma organização de investimento de propriedade do governo que gerencia o fundo de riqueza soberana do Governo da Coréia do Sul. A CCI foi criada por lei em 2005 e recebeu depósitos iniciais de US $ 17 bilhões do Banco da Coreia assim como de US $ 3 bilhões do Ministério da Estratégia e Finanças da Coreia. A KIC possuia aproximadamente 122,3 bilhões US$ em ativos sob gestão no final de 2018, de acordo com o ranking do Sovereign Wealth Fund Institute .
A CCI se restringe a investir apenas em ativos que se enquadram nas diretrizes fornecidas pela Lei da Corporação de Investimentos da Coreia. Os objetivos da CCI são aumentar a riqueza soberana da Coreia e contribuir para o desenvolvimento do setor financeiro coreano. A CCI é governada por um comitê de direção composto por nove membros mais o presidente.

## KIC Investments
O fundo investe em ações, renda fixa, fundos de hedge, private equity e imóveis e infraestrutura. O retorno da KIC sobre o total de ativos em 2016 foi de 4,35%, com um retorno anualizado de cinco anos de 5,11% e retornos anualizados desde o início de 3,34%, informou o fundo . Em relação à sua filosofia de investimento, a KIC afirmou o seguinte: "A KIC se esforça para aumentar os retornos e (1) minimizar os riscos dos mercados e ativos individuais através da diversificação de portfólio; e (2) exercitar a flexibilidade para aproveitar as oportunidades de investimento.
Nossos investimentos começaram com classes de ativos tradicionais, incluindo ações e títulos. Ampliamos nosso escopo de investimentos para incluir títulos e commodities atrelados à inflação, bem como private equity, imóveis, fundos de hedge e investimentos individuais. Como parte da diversificação de nosso portfólio, também aumentamos nossa exposição a mercados emergentes desde 2010.
As decisões relacionadas à alocação estratégica de ativos estão sujeitas a deliberação pelo Comitê Diretor. Os acordos de gerenciamento de investimentos assinados entre a KIC e os patrocinadores especificam as classes de ativos disponíveis e as metas de benchmark e servem como base para o gerenciamento de riscos e a avaliação de desempenho. A KIC busca retornos de referência (beta) diversificando os investimentos na faixa de moedas e países, conforme descrito em suas diretrizes de gerenciamento de investimentos. Também nos esforçamos para gerar excesso de retorno sobre os benchmarks (alfa) por meio do gerenciamento ativo, dentro de um nível de risco apropriado.
Em relação aos ativos tradicionais, gerenciamos o risco usando o erro de rastreamento ex ante do investimento ativo em relação ao benchmark. Se a ponderação de uma classe de ativos se desviar de um intervalo definido em relação ao benchmark, são feitos ajustes para que a exposição caia dentro do intervalo definido. O portfólio é reequilibrado em horários pré-determinados para manter os pesos das políticas para cada classe de ativos. "